# Zygoneura contractans
Zygoneura contractans är en tvåvingeart som först beskrevs av Edwards 1927.  Zygoneura contractans ingår i släktet Zygoneura och familjen sorgmyggor. Inga underarter finns listade i Catalogue of Life.